# Mildenitz (Fluss)
Die Mildenitz ist ein rechter Zufluss der Warnow in Mecklenburg-Vorpommern, der vollständig im Landkreis Ludwigslust-Parchim verläuft.

## Flusslauf

### Überblick
Die Mildenitz entspringt am mittleren Südrand des Naturparks Nossentiner/Schwinzer Heide. Dort liegt ihre Quelle neun Kilometer nordwestlich von Plau am See zwischen den Dörfern Zarchlin und Klein Wangelin in einem Wiesengebiet östlich des Penzliner Sees in einer Bifurkation. Der Fluss umfasst ein Gesamteinzugsgebiet von 524 km².

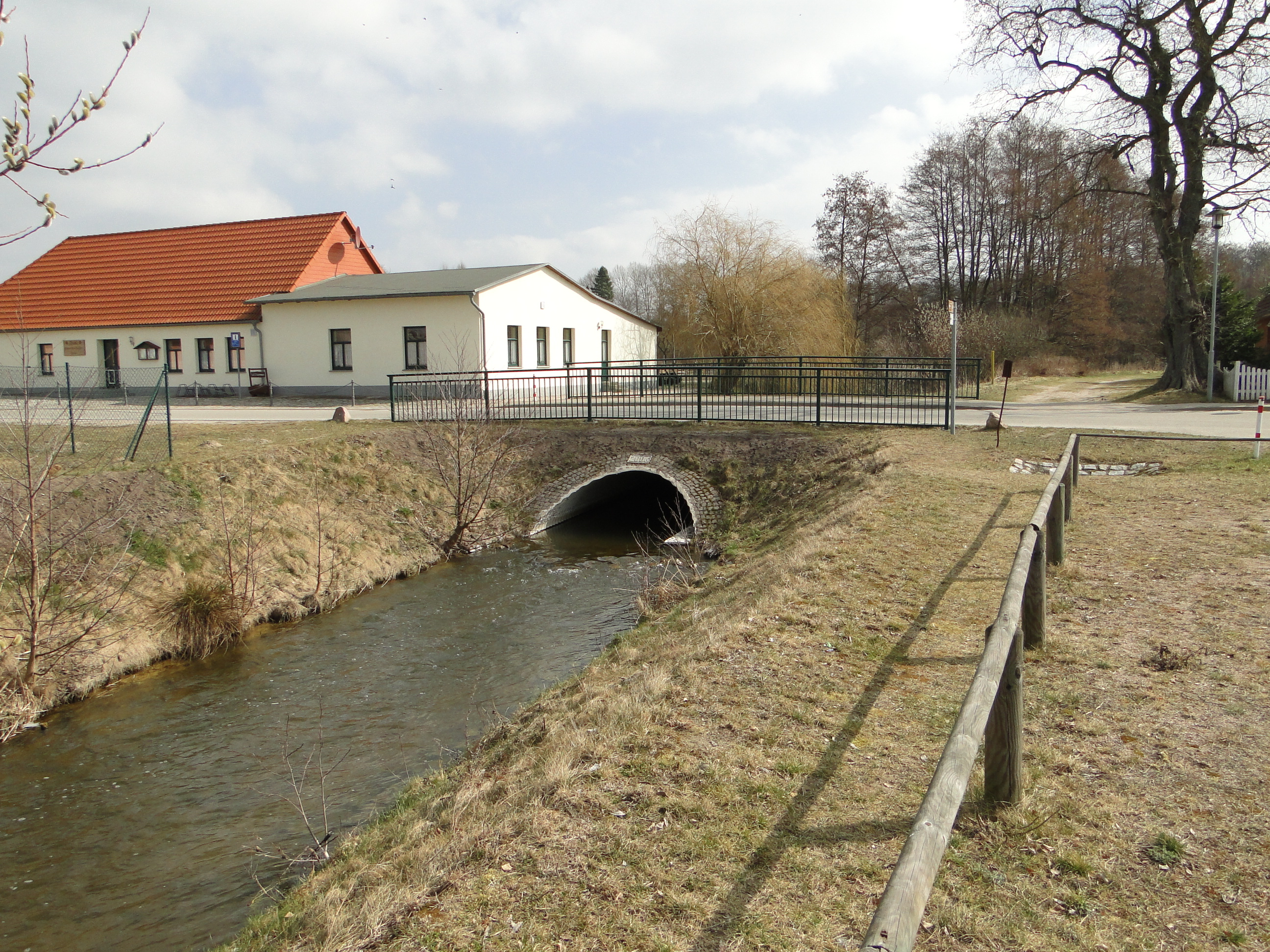
Mildenitz-Brücke in Sandhof

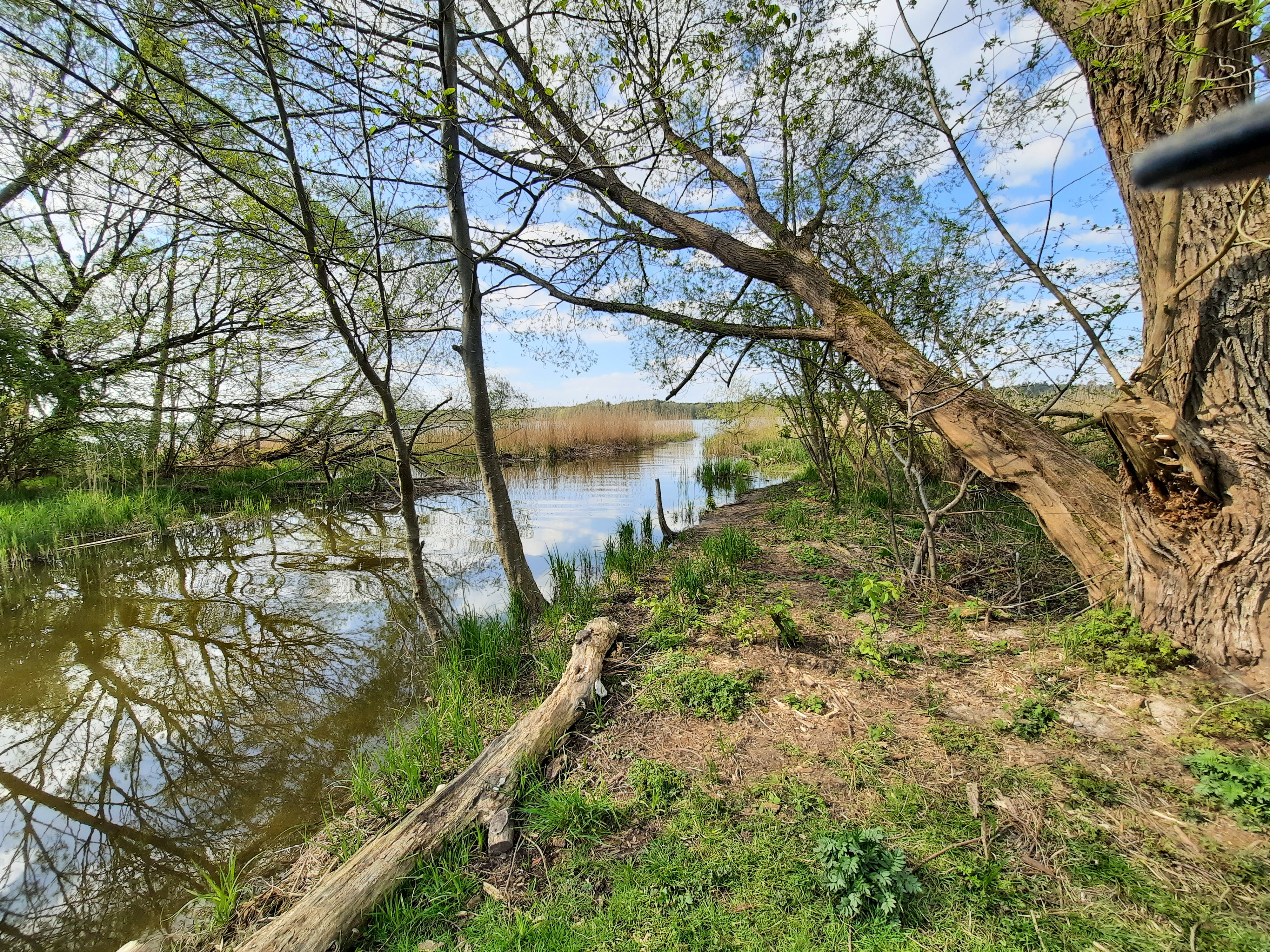
Mildenitzzufluss in den Dobbertiner See

Bereits etwa drei Kilometer von ihrem Ausgangsort entfernt hat sich die Mildenitz durch Zuflüsse aus kleinen Seitengräben und Wiesenbrüchen zu einem ansehnlichen Bach entwickelt. Der 62 Kilometer lange Weg führt zunächst in nordöstlicher Richtung in den Damerower Forst durch Kiefernwald und Moorgebiete zum Damerower See. Die Mildenitz fließt nun über weite Strecken durch den Naturpark Nossentiner/Schwinzer Heide. Auf diesem Teilstück weist der Flusslauf noch recht naturnahe Bereiche auf. Vom Ausgang am westlichen Ufer des Damerower Sees durchquert sie, nun kanalisiert, das Dorf Sandhof in Richtung Westen schnurgerade weiter bis zum Großen Serrahn, einem Teil des 722 Hektar großen Naturschutzgebiets Großer und Kleiner Serrahn zwischen Sandhof und dem Goldberger See. Bis zur Mitte des 19. Jahrhunderts war das Gebiet des Großen Serrahns ein flacher See, der danach durch die Absenkung des Wasserspiegels verlandet ist. Der Serrahn ist Sperrgebiet der Bundeswehr und für die Öffentlichkeit nicht zugängig. Nach etwa einem Kilometer durchquert die Mildenitz von Südosten kommend den Goldberger See. Vom Westufer aus fließt sie als kleiner Bach weiter durch das Städtchen Goldberg, vorbei am Heimatmuseum. Das Gebäude war in früheren Zeiten die mit Wasser betriebene Amtsmühle. Von Goldberg ergießt sich die Mildenitz nach Unterquerung der Holzbrücke am Bollbrügger Weg auf Ziddericher Wiesengebiet in den Dobbertiner See.
Der Dobbertiner See, einst auch Jawir See genannt, ist eng mit der Geschichte des sich seit 1220 am nördlichen Seeufer befindenden ehemaligen Dobbertiner Benediktinerinnenklosters verbunden.
Der Abfluss der Mildenitz am Nordufer ist zweigeteilt. Neu ist der Lauf über die Fischtreppe am Klosterpark. Der alte Flusslauf führt unter der Wassermühle mit dem Aalfang hindurch, vorbei an der alten Klostermühle, weiter in Richtung Dobbiner und Klädener Plage. Es ist eine nach den beiden Dobbertiner Ortsteilen Dobbin und Kläden benannte Niederung, die einstmals ein flacher See war. Zwischen der Paradieskoppel mit seinem Wacholderbestand und der Klädener Plage fließt die begradigte Mildenitz etwa vier Kilometer weiter bis zur Alten Klädener Mühle. Hier beginnt das Mildenitz-Durchbruchstal. Klädener Plage und das Durchbruchstal gehören zum Naturschutzgebiet Klädener Plage und Mildenitz-Durchbruchstal.

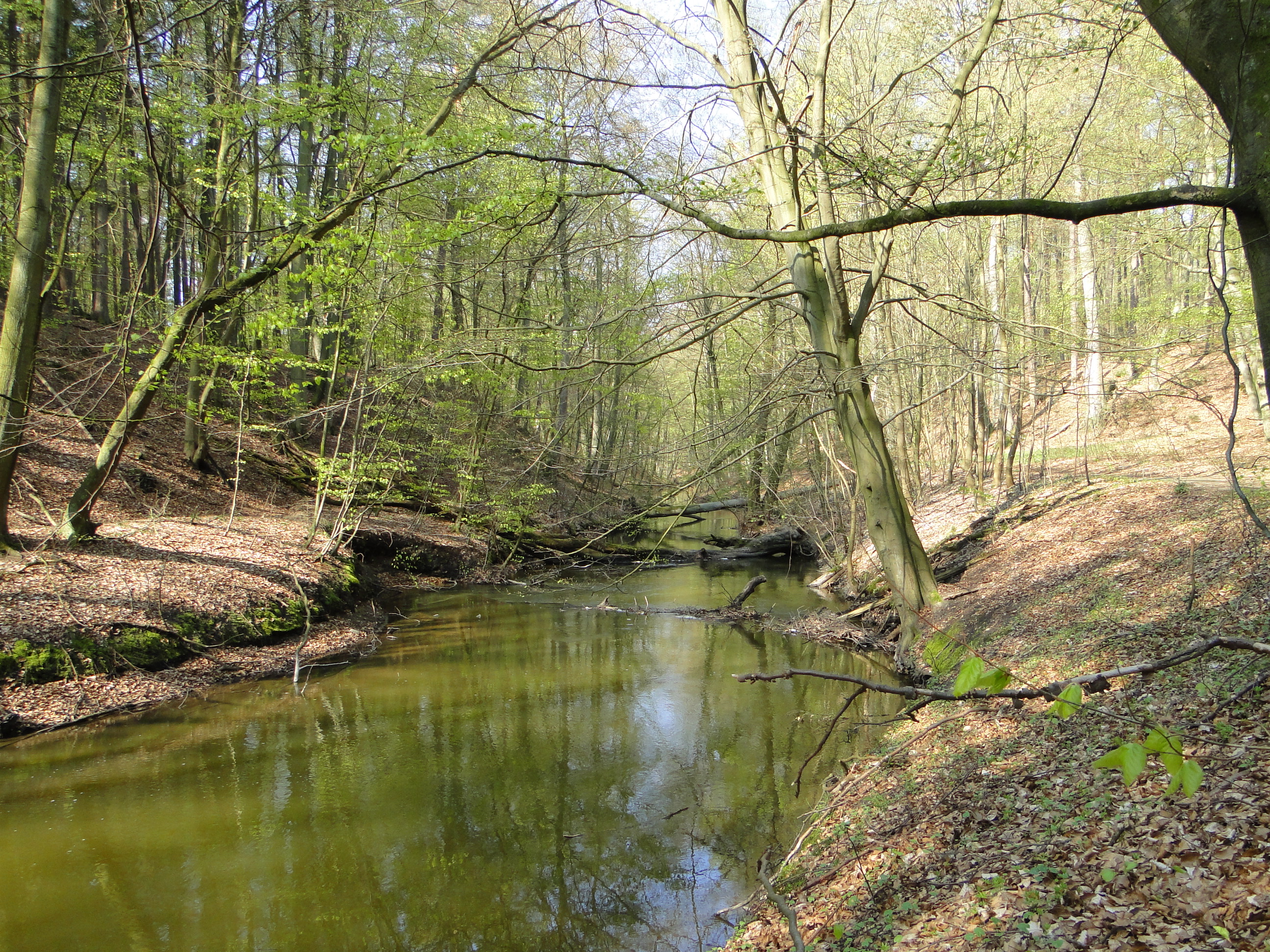
Mildenitz-Durchbruchstal bei der Alten Mühle nahe Kläden

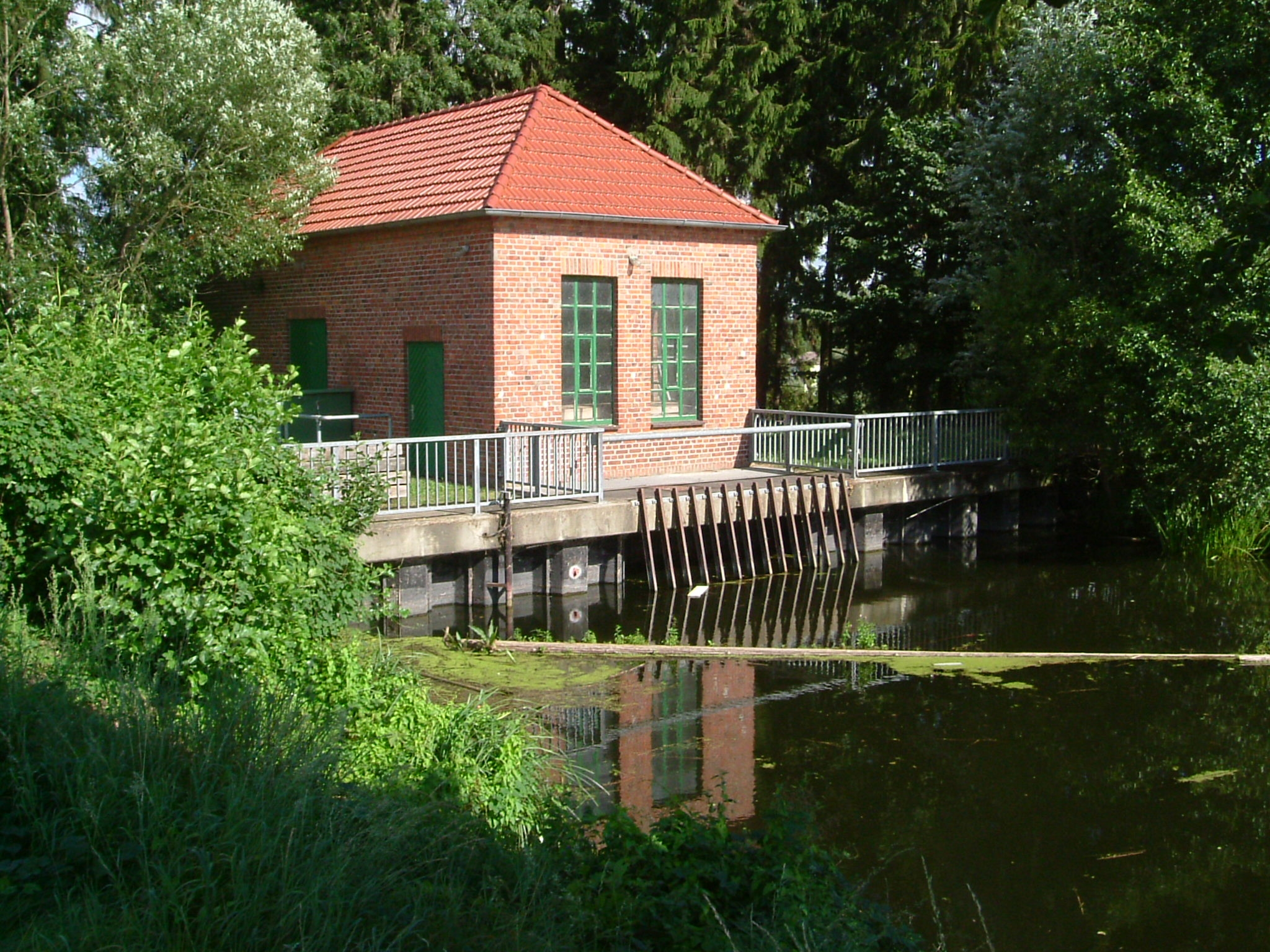
Wasserzulauf am Wasserkraftwerk Zülow

Der etwa eineinhalb Kilometer lange und schmale Flussabschnitt im Durchbruchstal gehört zu den schönsten Bereichen an der Mildenitz. Der Fluss bahnt sich hier den Weg durch eine Endmoräne, deren steile Hänge bis über 15 Meter ansteigen. Alte Buchen umrahmen das Tal. Einige liegen entwurzelt im oder quer über dem Wasser. Ein Rastplatz mit erklärenden Tafeln gibt Auskunft über Flora und Fauna.
Das Durchbruchstal der Mildenitz ist neben den Durchbruchsstrecken der Flüsse Warnow und Nebel eines der drei großen mecklenburgischen Durchbruchstäler innerhalb der Eisrandlage des Pommerschen Stadiums der Weichsel-Kaltzeit. Im Mildenitz-Durchbruchstal sind sieben Verebnungsniveaus in unterschiedlichen Höhenlagen ausgebildet, von denen fünf als Terrassenbildungen der Mildenitz angesehen werden. Die Laufverlegung der Mildenitz im Bereich des Schwarzen Sees in der ersten Hälfte des 19. Jahrhunderts war der letzte starke Eingriff im Mildenitz-Durchbruchstal.
Vom Durchbruchstal durch die Endmoräne geht es weiter in den Schwarzen See, einen Waldsee mit dunkler Wasserfärbung. Nach der nördlichen Einmündung verlässt die Mildenitz nur wenige Meter weiter den See. Etwas südlich von der Chaussee nach Sternberg erhält sie Zufluss von der nördlich aus dem Woseriner See kommenden Bresenitz. Zahlreiche Flusswindungen führen durch den Schlower Forst bis in den Borkower See und an dessen nördlicher Seite wieder hinaus. Mit einem mehrere Meter hohen Gefälle fließt sie dann am Ortsausgang von Borkow unter der Brücke der Bundesstraße 192 hindurch, vorbei an der Gutsanlage des Dorfes, um nach weiteren drei Kilometern in den Rothener See zu münden.
Danach erfolgt die Querung einer Durchbruchsstrecke an der Rothener Mühle. Die Mildenitz hat hier einen Höhenverlust von 22,5 Meter. Während ein Teil des Wassers im alten Flussbett weiter fließen kann, wird 500 Meter hinter dem Rothener See das meiste über den 5,8 Kilometer langen, streckenweise verrohrten Mildenitzkanal in das Staubecken bei der Ortschaft Zülow geleitet. In Zülow wird mit diesem Wasser das 1924 erbaute Wasserkraftwerk Zülow betrieben, welches mit einem Gefälle von 22 Metern das größte Wasserkraftwerk Westmecklenburgs ist.
Nach drei Kilometern fließen die Mildenitz und der Mildenitzkanal parallel unter der B 104 hindurch in den Trenntsee. Dieser nordöstlich von Sternberg gelegene See gehört zu den vier Seen der Stadt, welche alle untereinander verbunden sind. Vom Trenntsee durch den Großen Sternberger See verlässt die Mildenitz am nördlichen Ufer den See und fließt durch eine Niederung zum Ort Sternberger Burg. Nur wenige hundert Meter weiter nördlich mündet die Mildenitz in die Warnow. Gemeinsam geht es bei Groß Görnow durch ein bis zu 40 Meter tiefes Durchbruchstal weiter in Richtung Ostsee.

### Wasserscheide
Die Quelle der Mildenitz liegt auf der Nordsee-Ostsee-Wasserscheide. Dies bedeutet, dass die Mildenitz, die in nördliche Richtung fließt, über die Warnow in die Ostsee entwässert, während die nur kurzen Bäche und Gräben, die auf der südlichen Seite des Höhenzugs bei Plauerhagen entspringen, über die Elde und Elbe in die Nordsee fließen.

## Fauna und Flora

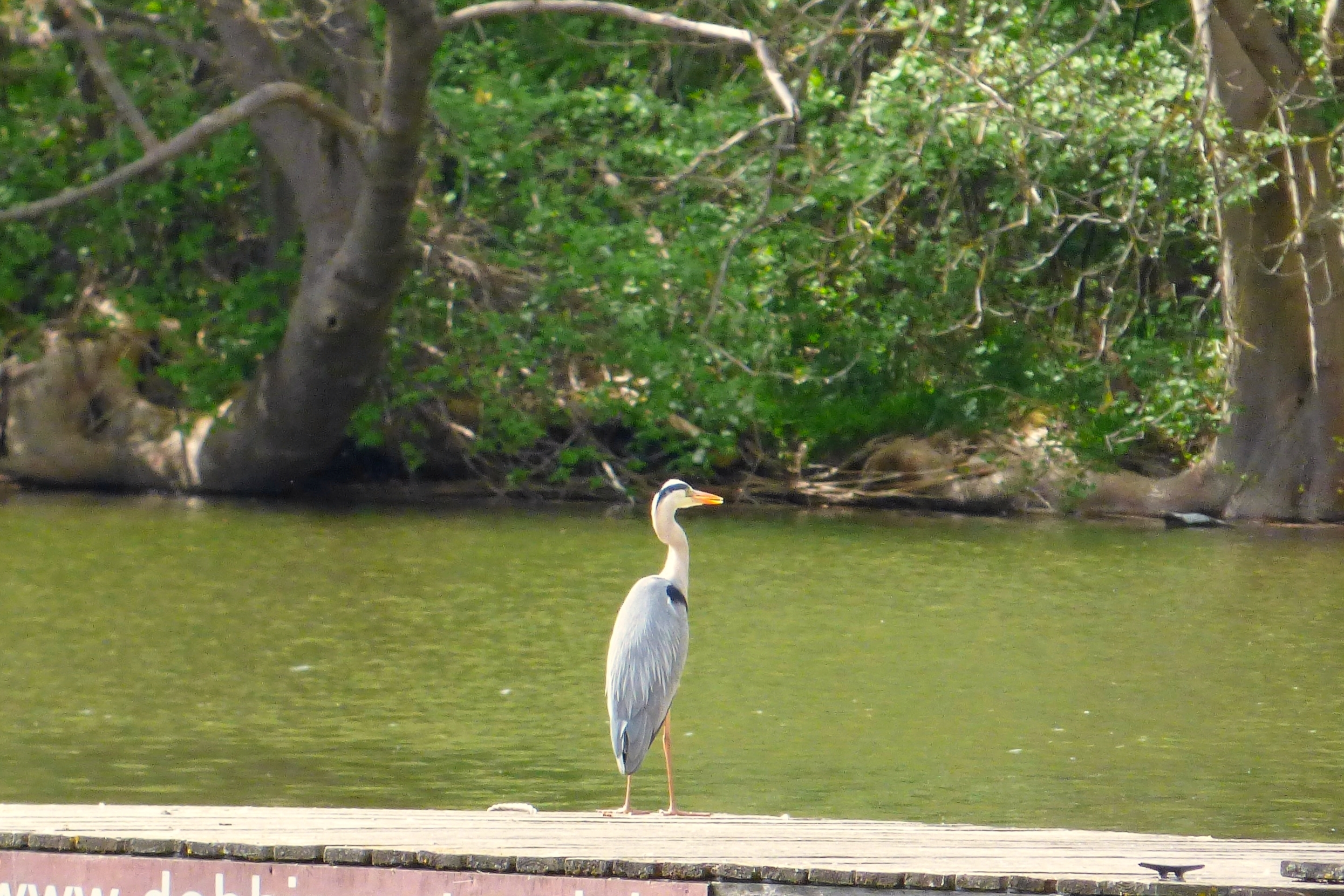
Graureiher am Dobbertiner See

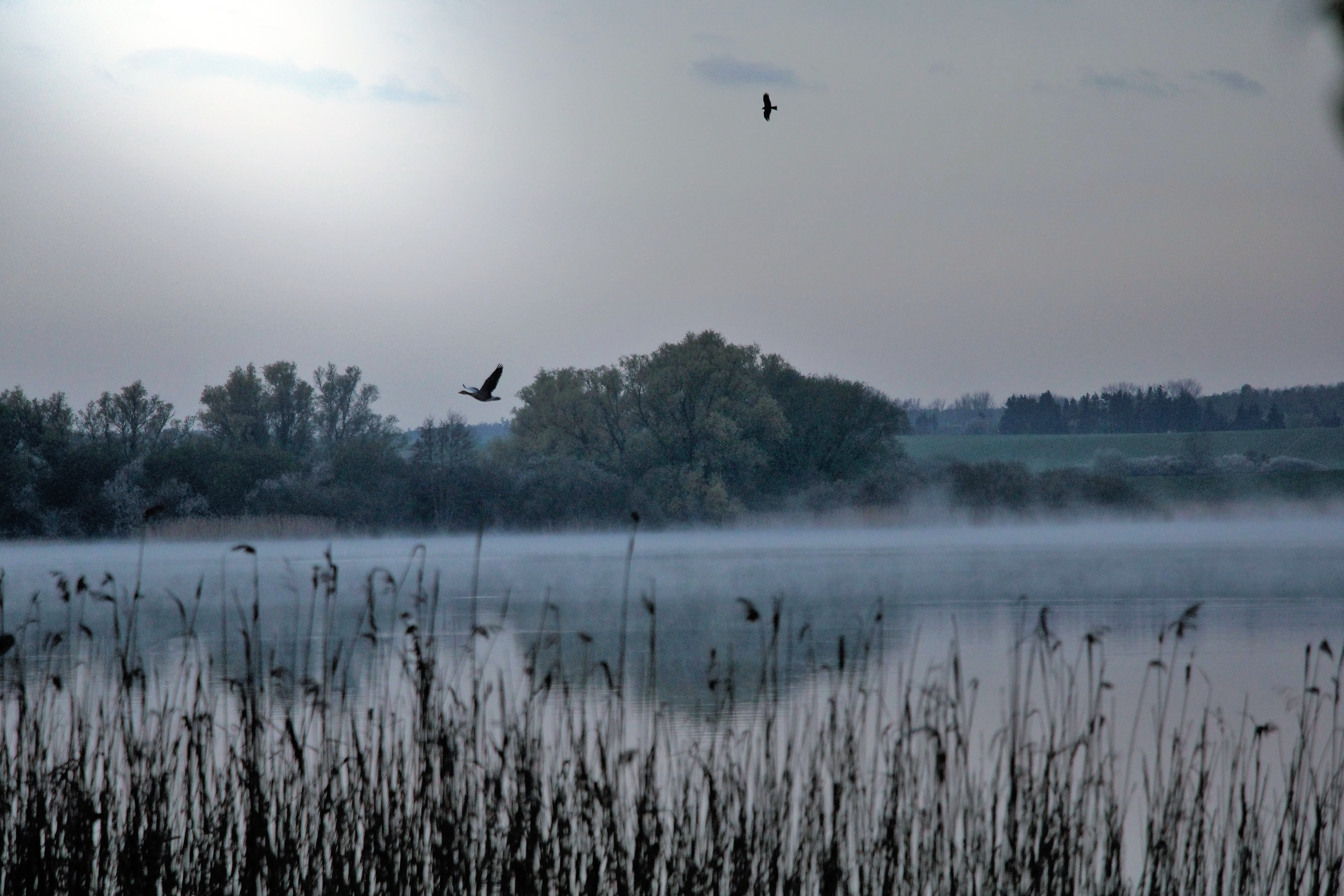
Graugans wird im Morgengrauen am Dobbertiner See von einem Schwarzmilan attackiert.

Im Fluss Mildenitz sind folgende Fischarten beobachtet und teilweise geangelt worden, meist nur an einzelnen Abschnitten und nicht immer sehr zahlreich:
Aale, Bachforellen, Barsche, Brassen, Döbel, Güstern, Gründlinge, Hechte, Karauschen, Karpfen, Rotfedern, Rotaugen (Plötze), Ukelei, Schleie.
Im Jahr 2015 wurde erstmals ein Biber an der Mildenitz beobachtet und fotografiert.
Als Gegenspieler der Fische haben entlang der Ufer auch Kormorane ihre Nistplätze eingerichtet, die vor Bejagung per Gesetz geschützt sind. Beobachtet wurden darüber hinaus Enten, Blässhühner und vereinzelt Seeadler und Eisvögel.
Insekten und kleinste Wassertiere aller Art bereichern den Speiseplan des Geflügels und der Fische.
Insgesamt kritisiert der Mecklenburger Anglerverband, dass die Kormoranpopulationen zu groß sind sowie der Mildenitz in einzelnen Abschnitten zu wenig Wasser zur Verfügung steht.
An den Ufern der verschiedenen Flussabschnitte haben sich Schilf, Rohrkolben, Erlen und zahlreiche feuchtigkeitsliebende Büsche angesiedelt.

## Geschichte
Die Mildenitz wurde bei der Erweiterung des Dobbertiner Klosterbesitzes erstmals 1237 urkundlich als Bach Milnitz erwähnt. In dieser Urkunde bestätigte der Herr zu Werle und Rostock Nikolaus die Grenzen des Klostergebietes, darunter 
[…] den Bach Milnitz (Mildenitz) vom Jawir See (Dobbertiner See) bis zum See Wostrowitz (den abgelassenen Klädener und Dobbiner See) und weiter bis zum Bach Bresenitze (Bresenitz) […]
Am Flusslauf der Mildenitz durch das Dobbertiner Klosteramtsgebiet erfolgten 1814 und 1815 Säuberungen des Bachufers zur Vermeidung von Abflussproblemen und von 1873 bis 1922 weitere Uferberäumungen.

## Karten
- Wiebekingsche Karte von Mecklenburg, 1786.
- Wirtschaftskarte Forstamt Dobbertin 1927/1928.
- Offizielle Rad- und Wanderkarte des Naturparks Nossentiner/Schwinzer Heide, 2010.